# Broccoli (empresa)
Broccoli Co., Ltd. (株式会社ブロッコリー, Kabushiki-gaisha Burokkorī) é uma empresa de mídia japonesa que publica mangás, animes, jogos eletrônicos e jogos de cartas colecionáveis. Ela opera uma rede de varejistas no Japão chamada Gamers, que oferece produtos e acessórios semelhantes. Broccoli é mais conhecida por suas franquias Di Gi Charat, Galaxy Angel e Aquarian Age.

## História
Satsuki Yamashita, editor da Broccoli Books, explicou que a empresa derivou o desejo do presidente de criar um nome memorável semelhante ao da Apple Inc. Enquanto tentava imaginar outra fruta ou vegetal, ele chegou ao brócolis. Coincidentemente, esse nome é quase o mesmo em todos os idiomas.
Em 23 de janeiro de 2008, a Broccoli anunciou que colaboraria com o principal varejista do setor, Animate, para formar uma nova empresa chamada "AniBro". A Broccoli detém uma participação minoritária de 30% na empresa, gerenciada pelo CEO da Animate.
Em 14 de abril de 2023, a Happinet anunciou que a empresa tem como objetivo tornar a Broccoli uma subsidiária integral por meio de uma oferta de aquisição amigável.

## Subsidiárias

### Gamers
A Broccoli possui uma cadeia de lojas de varejo, a Gamers, que distribui anime, mangá, áudio dramas, CDs de música de anime, estatuetas, lanches, materiais de papelaria, vestuário, pôsteres, calendários, cartões colecionáveis e acessórios como tiras para celular e chaveiros. Com sede na localização de Akihabara em Tóquio, a loja possui filiais em todo o Japão. A primeira Gamers abriu em Ikebukuro, um distrito de Tóquio, Japão, em julho de 1996, e fechou suas portas em 15 de janeiro de 2006. A Broccoli abriu uma loja em Los Angeles, Califórnia, chamada Anime Gamers USA, que também atuava como principal distribuidora dos lançamentos da Broccoli Books nos Estados Unidos. Em 20 de novembro de 2008, a Broccoli anunciou que se retiraria do mercado dos EUA e encerrou suas atividades pouco tempo depois.

### Broccoli Books
A Broccoli Books era uma subsidiária que publicava mangá na América do Norte. Ela possuía um selo para mangás yaoi, chamado Boysenberry Books, lançado em 2007. Encerrou suas operações em dezembro de 2008 e todos os títulos foram revertidos para os detentores japoneses.

### Synch-Point
A divisão Synch-Point produzia versões em inglês de animes e mangás para distribuição na América do Norte. Inicialmente começou como a divisão de anime da Digital Manga em 2001, foi separada e adquirida pela Broccoli em 2002. Entraram em hiato em março de 2005, antes de encerrar as atividades em 2008. A empresa era conhecida por dublagens em inglês incompletas, com exceção de FLCL, que desde então foi subsequentemente re-licenciada para a Funimation, enquanto as segunda e terceira temporadas foram licenciadas pela Warner Bros.